# Isola Porcu e Scriba
L'isola Porcu e Scriba è un'isola dell'Italia, in Sardegna.